# チアンフェニコール
チアンフェニコール（英: thiamphenicol）とはクロラムフェニコールのメチルスルホニル類似体であり、クロラムフェニコールと類似の抗菌スペクトルを有するが、その効力は2.5-5倍である。クロラムフェニコールと同様に水に溶けにくく、脂質によく溶ける。多くの国で動物用の抗生物質として使用されるが、中国やイタリアではヒト用としても利用される。再生不良性貧血の要因とならないことがクロラムフェニコールに対する利点である。クロラムフェニコールは化学構造にニトロ基を含むが、チアンフェニコールではニトロ基がスルホニル基に置換されているため、再生不良性貧血を引き起こさないと考えられている。

## 代替名
- Dextrosulphenidol
- Thiophenicol